# Баррера, Салливан
Салливан Баррера (исп. Sullivan Barrera; 25 февраля 1982; Куба) — кубинский боксёр-профессионал, выступающий в первой тяжёлой (англ. cruiserweight (200 lb, 90,7 кг)) и в полутяжёлой весовых категориях (англ. light heavyweight (175 lb, 79,4 кг)).

## Любительская карьера

### Чемпионат Кубы 2000
Выступал в средней весовой категории (до 75 кг). В 1/8 финала победил Алексиса Моро. В четвертьфинале проиграл Хорхе Гутьерресу.
В ноябре 2000 года стал чемпионом мира среди молодёжи в весовой категории до 75 кг.

### Чемпионат Кубы 2001
Выступал в весовой категории до 71 кг. В 1/16 финала победил Анибаля Родригеса. В 1/8 финала победил Даниэля Уртадо. В четвертьфинале проиграл Педро Вальдесу.

### Чемпионат Кубы 2002
Выступал в средней весовой категории (до 76 кг). В 1/8 финала победил Отани Суареса. В четвертьфинале победил Глендиса Эрнандеса. В полуфинале проиграл Мануэлю Дрейку. Стал бронзовым призёром чемпионата.

### Чемпионат Кубы 2003
Выступал в средней весовой категории (до 75 кг). В 1/16 финала победил Юсиеля Наполеса. В 1/8 финала победил Юдиеля Наполеса. В четвертьфинале победил Херардо Кастано. В полуфинале проиграл Юрисандеру Агилару. Второй год подряд завоевал бронзу национального чемпионата.

## Профессиональная карьера
Дебютировал на профессионально ринге 21 августа 2009 года, одержав победу техническим нокаутом в первом раунде.
16 апреля 2011 года победил по очкам бывшего претендента на титул чемпиона мира в полутяжёлом весе колумбийца Эпифанио Мендосу.
24 июня 2011 года нокаутировал во 2-м раунде колумбийца Фрэнка Паинеса и завоевал титулы interim WBO Latino и WBA Fedelatin в полутяжёлом весе.
30 января 2015 года нокаутировал в 4-м раунде экс-чемпиона мира во втором среднем весе американца Джеффа Лейси.
25 июля 2015 года должен был встретиться с россиянином Василием Лепихиным. Однако, Лепихин получил травму спины и не смог выйти на ринг. Вместо него соперником Барреры стал француз Аким Зулиха. Кубинец одержал досрочную победу в 8-м раунде.
В августе 2015 года IBF санкционировала бой за статус обязательного претендента на титул чемпиона мира в полутяжёлом весе между Баррерой и россиянином Артуром Бетербиевым. Торги на право организации этого боя были назначены на 5 октября. Торги не состоялись, так как компания Main Events (промоутер Салливана) сняла своего боксёра с боя. Причиной стало то, что поединок должен был состояться в Канаде, а Баррера не имел права покидать территорию США.

### Бой с Каро Муратом
12 декабря 2015 года нокаутировал в 5-м раунде бывшего претендента на титул чемпиона мира в полутяжёлом весе немца Каро Мурата. Бой носил статус отборочного по версии IBF. Кубинец стал обязательным претендентом.

### Бой сАндре Уордом
В конце 2015 — начале 2016 года появилась информация, что Баррера может провести рейтинговый бой против экс-чемпиона мира во втором среднем весе, не имеющего поражений, американца Андре Уорда. 28 января о бое было объявлено официально. Поединок был запланирован на 26 марта. Бой, прошедший в Окленде (США), завершился победой Уорда единогласным решением судей со счётом 117—109, 119—109, 117—108.
16 декабря 2016 года нокаутировал в 7-м раунде украинца Вячеслава Шабранского.
15 июля 2017 года победил по очкам американца Джо Смита-младшего.

### Чемпионский бой сДмитрием Биволом
В декабре 2017 года было объявлено, что 3 марта 2018 года Салливан встретится с чемпионом мира в полутяжёлом весе по версии WBA россиянином Дмитрием Биволом. Бивол контролировал ход боя и у Барреры мало что получалось. В 12-м раунде россиянин отправил кубинца в нокаут.
В мае 2019 года подписал контракт с промоутерской компанией «Top Rank Promotions».
15 июня 2019 года проиграл по очкам бывшему претенденту на титул чемпиона мира во 2-м среднем весе американцу Джесси Харту.
9 июля 2021 года проиграл нокаутом в 4-м раунде экс-чемпиону мира во 2-м среднем весе не имеющему поражений мексиканцу Хильберто Рамиресу.
13 марта 2024 года проиграл нокаутом в 10-м раунде бывшему претенденту на титул чемпиона мира в полутяжёлом весе американцу Радивое Калайджичу.

## Статистика боёв
В таблице перечислены результаты всех поединков боксёров.
В каждой строке указан результат поединка. Дополнительно номер поединка обозначен цветом, который обозначает итог поединка. Расшифровка обозначений и цветов представлена в нижеследующей таблице.
| Пример | Расшифровка                     |
| ------ | ------------------------------- |
|        | Победа                          |
|        | Ничья                           |
|        | Поражение                       |
|        | Планируемый поединок            |
|        | Поединок признан несостоявшимся |
| КО     | Нокаут                          |
| ТКО    | Технический нокаут              |
| PTS    | Решение судей (по очкам)        |
| UD     | Единогласное решение судей      |
| MD     | Решение большинства судей       |
| SD     | Раздельное решение судей        |
| RTD    | Отказ от продолжения боя        |
| DQ     | Дисквалификация                 |
| NC     | Поединок признан несостоявшимся |

| 27 поединков, 22 победы (14 нокаутом), 5 поражений. | 27 поединков, 22 победы (14 нокаутом), 5 поражений. | 27 поединков, 22 победы (14 нокаутом), 5 поражений. | 27 поединков, 22 победы (14 нокаутом), 5 поражений.                             | 27 поединков, 22 победы (14 нокаутом), 5 поражений. | 27 поединков, 22 победы (14 нокаутом), 5 поражений. |
| Бой                                                 | Дата                                                | Соперник                                            | Место проведения                                                                | Результат                                           | Примечание |
| --------------------------------------------------- | --------------------------------------------------- | --------------------------------------------------- | ------------------------------------------------------------------------------- | --------------------------------------------------- | --- |
| 27                                                  | 13 марта 2024                                       | Радивое Калайджич (28-2)                            | Whitesands Events Center, Плант-Сити, Флорида, США                              | KO10 (10)                                           | Баррера в нокдауне в 3-м и 10-м раундах. |
| 26                                                  | 9 июля 2021                                         | Хильберто Рамирес (41-0)                            | Стадион Banc of California, Лос-Анджелес, Калифорния, США                       | KO4 (12)                                            | Бой за титул чемпиона Северной Америки по версии NABF (1-я защита Рамиреса) в полутяжёлом весе.                                                                   |
| 25                                                  | 15 июня 2019                                        | Джесси Харт (25-2)                                  | MGM Grand, Лас-Вегас, Невада, США                                               | UD10 (10)                                           | Счёт: 90-99, 93-96, 92-97. |
| 24                                                  | 3 ноября 2018                                       | Шон Монахан (29-1)                                  | Aviator Sports and Events Center, Нью-Йорк, штат Нью-Йорк, США                  | UD10 (10)                                           | Счёт: 98-92 и 99-91 (дважды). |
| 23                                                  | 3 марта 2018                                        | Дмитрий Бивол (12-0-0)                              | Мэдисон Сквер Гарден, Нью-Йорк, штат Нью-Йорк, США                              | TKO12 (12)                                          | Чемпион мира в полутяжёлом весе по версии WBA (2-я защита Бивола).                                                                                                |
| 22                                                  | 25 ноября 2017                                      | Феликс Валера (15-1)                                | Madison Square Garden Theater, Нью-Йорк, штат Нью-Йорк, США                     | UD10 (10)                                           | Баррера в нокдауне в 1-м раунде. Валера в нокдауне в 1-м раунде. Счёт: 98-88, 97-90, 97-89.                                                                       |
| 21                                                  | 15 июля 2017                                        | Джо Смит-младший (23-1)                             | Форум, Инглвуд, Калифорния, США                                                 | UD10 (10)                                           | Завоевал титул чемпиона по версии WBC International в полутяжёлом весе (2-я защита Смита). Баррера в нокдауне в 1-м раунде. Счёт: 96-93 и 97-92 (дважды).         |
| 20                                                  | 15 апреля 2017                                      | Пол Паркер (8-1)                                    | Мохеган Сан, Анкасвилл, Коннектикут, США                                        | TKO5 (10), 2:08                                     | |
| 19                                                  | 16 декабря 2016                                     | Вячеслав Шабранский (17-0)                          | Fantasy Springs Casino, Индио, Калифорния, США                                  | KO7 (10), 2:05                                      | Завоевал вакантный титул чемпиона США по версии WBC (USNBC) в полутяжёлом весе. Шабранский в нокдауне в 1-м, 5-м и 7-м раундах. Баррера в нокдауне во 2-м раунде. |
| 18                                                  | 26 марта 2016                                       | Андре Уорд (28-0-0)                                 | Оракл-арена, Окленд, Калифорния, США                                            | UD (12)                                             | Баррера в нокдауне в 3-м раунде. Счёт судей: 117-109, 119-109, 117-108.                                                                                           |
| 17                                                  | 12 декабря 2015                                     | Каро Мурат (27-2-1)                                 | Civic Auditorium, Глендейл, Калифорния, США                                     | KO5 (12)                                            | Обязательный претендент на титул чемпиона мира в полутяжёлом весе по версии IBF. Мурат в нокдауне в 4-м раунде.                                                   |
| 16                                                  | 25 июля 2015                                        | Аким Зулиха (21-7-0)                                | Mandalay Bay Hotel & Casino, Mandalay Bay Events Center, Лас-Вегас, Невада, США | TKO8 (10)                                           | |
| 15                                                  | 30 января 2015                                      | Джефф Лейси (27-5-0)                                | Foxwoods Resort, Машантакет, Коннектикут, США                                   | TKO4 (8)                                            | Лейси в нокдауне в 1-м раунде. |
| 14                                                  | 8 ноября 2014                                       | Роуланд Брайант (18-4-0)                            | Boardwalk Hall, Атлантик-Сити, Нью-Джерси, США                                  | RTD4 (8)                                            | |
| 13                                                  | 20 сентября 2014                                    | Эрик Уоткинс (10-7-1)                               | Foxwoods Resort, Машантакет, Коннектикут, США                                   | TKO6 (8)                                            | |
| 12                                                  | 21 июня 2014                                        | Ли Кэмпбелл (7-0-0)                                 | Mohegan Sun Pocono Downs, Уилкс-Барре, Пенсильвания, США                        | KO6 (8)                                             | Баррера в нокдауне во 2-м раунде. Кэмпбелл в нокдауне в 6-м раунде.                                                                                               |
| 11                                                  | 4 апреля 2014                                       | Ларри Прайор (7-8-0)                                | Liacouras Center, Филадельфия, Пенсильвания, США                                | UD6 (6)                                             | Счёт судей: 60-53 (все). |
| 10                                                  | 14 декабря 2013                                     | Джоэлл Годфри (16-10-1)                             | Scala Bay Club, Майами, Флорида, США                                            | UD6 (6)                                             | |
| 9                                                   | 21 января 2012                                      | Дамар Синглетон (8-0-0)                             | Asylum Arena, Филадельфия, Пенсильвания, США                                    | UD6 (6)                                             | Счёт судей: 59-55 и 60-54 (дважды). |
| 8                                                   | 24 июня 2011                                        | Фрэнк Паинес (11-1-0)                               | Dade County Auditorium, Майами, Флорида, США                                    | KO2 (10)                                            | Вакантные титулы interim WBO Latino и WBA Fedelatin в полутяжёлом весе. Паинес в нокдауне в 1-м и 2-м раундах.                                                    |
| 7                                                   | 16 апреля 2011                                      | Эпифанио Мендоса (30-11-1)                          | Coliseo Ruben Rodriguez, Баямон, Пуэрто-Рико                                    | UD4 (4)                                             | Счёт судей: 40-36 (все). |
| 6                                                   | 22 октября 2010                                     | Вилли Герринг (12-6-3)                              | Miccosukee Indian Gaming Resort, Майами, Флорида, США                           | UD6 (6)                                             | Счёт судей: 58-56, 60-55, 60-54. |
| 5                                                   | 13 августа 2010                                     | Тей Бледсо (2-1-0)                                  | A La Carte Event Pavilion, Тампа, Флорида, США                                  | TKO1 (4)                                            | |
| 4                                                   | 30 апреля 2010                                      | Делеон Тинсли (9-6-1)                               | Convention Center, Майами, Флорида, США                                         | TKO2 (6)                                            | |
| 3                                                   | 12 марта 2010                                       | Реджи Пена (6-2-0)                                  | War Memorial Auditorium, Форт-Лодердейл, Флорида, США                           | KO2 (4)                                             | |
| 2                                                   | 27 февраля 2010                                     | Алекс Ривера (2-0-0)                                | Electricians Union Hall, Майами, Флорида, США                                   | KO1 (4)                                             | |
| 1                                                   | 21 августа 2009                                     | Энтони Адорно (дебют)                               | Miami Beach Resort & Spa, Майами-Бич, Флорида, США                              | TKO1 (4)                                            | |
| Бой                                                 | Дата                                                | Соперник                                            | Место проведения                                                                | Результат                                           | Примечание |

## Титулы

### Любительские
- 2000  Чемпион мира среди молодёжи в среднем весе (до 75 кг).
- 2002  Бронзовый призёр чемпионата Кубы в среднем весе (до 76 кг).
- 2003  Бронзовый призёр чемпионата Кубы в среднем весе (до 75 кг).

### Профессиональные

#### Региональные
- interim WBO Latino в полутяжёлом весе (2011).
- WBA Fedelatin в полутяжёлом весе (2011).
- WBC United States (USNBC) в полутяжёлом весе (2016—2017).
- WBC International в полутяжёлом весе (2017—2018).